# Свадьба (фильм, 1972)
«Сва́дьба» (пол. Wesele) — фильм польского режиссёра Анджея Вайды. Экранизация символической драмы Станислава Выспяньского, написанной в 1901 году.

## Сюжет
Поэт-дворянин женится на крестьянке. Свадьбу начинают отмечать в городе, а затем празднование продолжается в загородном имении, где дворянство смешивается с крестьянами. Гости развлекаются, как могут, постепенно напиваясь, и по ходу пиршества их начинают посещать уже не соседи, а призраки из польского прошлого. Один из них вручает собравшимся золотой рог, который должен разбудить весь народ на борьбу за свободу, — и крестьянское войско собирается, принуждая к решимости растерянных интеллектуалов и богему. Однако в решающее мгновение нет рога, чтобы протрубить начало восстания.

## В ролях
- Даниэль Ольбрыхский — Жених
- Эва Зентек — Невеста
- Марек Вальчевский — Хозяин
- Анджей Лапицкий — Поэт
- Казимеж Опалиньский — Отец
- Францишек Печка — Чепец
- Хенрик Боровский — Дед
- Майя Коморовская — Рахиль
- Габриела Ковнацкая — Зося
- Божена Дыкель — Кася
- Мечислав Стоор — Войтек
- Барбара Вжесиньская — Марына
- Ольгерд Лукашевич — Призрак
- Чеслав Воллейко — Гетман
- Виргилиуш Грынь — Якуб Шеля
- Анджей Щепковский — Нос
- Чеслав Немен — Голос соломенного снопа
- Войцех Пшоняк — Журналист
- Мечислав Чехович — Ксёндз
- Эмилия Краковская — Марыся, сестра невесты
- Марек Перепечко — Ясек
- Малгожата Лёрентович-Янчар